# Leiwener Moselrandhöhen
Die Leiwener Moselrandhöhen mit einer Größe von 41,5322 Quadratkilometern sind eine naturräumliche Einheit innerhalb der Haupteinheitengruppe Moseltal in Rheinland-Pfalz.
Das Gebiet liegt südlich der Mosel und umfasst Teile der Verbandsgemeinden Schweich an der Römischen Weinstraße, Bernkastel-Kues, Thalfang am Erbeskopf, Hermeskeil, Ruwer und des Stadtbezirkes Trier-Ruwer/Eitelsbach.
Die Hauptfließgewässer des Gebietes sind die Kleine Dhron, die Dhron und der Feller Bach.
In dem Gebiet liegt der 332 m hohe Alsberg zwischen Leiwen und Detzem.

## Foto

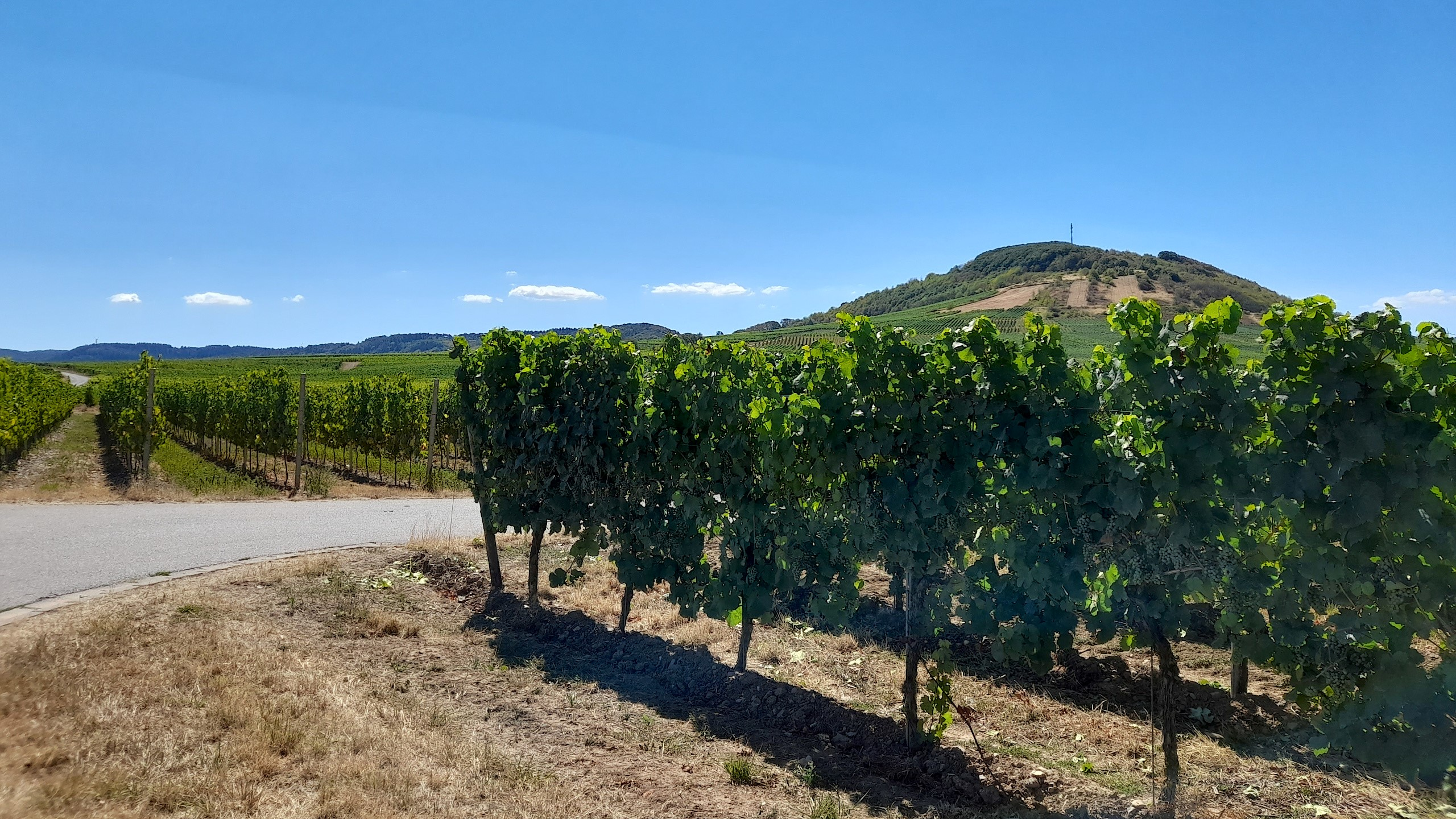
Sicht auf den Alsberg